# Joaquim Pires Machado Portela
Joaquim Pires Machado Portela (Recife, 12 de março de 1827 — Rio de Janeiro, 14 de agosto de 1907) foi um político brasileiro.
Foi deputado-geral em várias legislaturas.
Foi vice-presidente da província de Pernambuco, assumindo a presidência interinamente três vezes, de 8 de abril a 14 de outubro de 1857 (3.º vice), de 6 a 29 de abril de 1861 (2.º vice), e de 20 de março a 30 de abril de 1862 (2.º vice). Foi presidente das províncias do Pará, de 1870 a 1871, de Minas Gerais, de 8 de novembro de 1871 a 20 de abril de 1872, e da Bahia, de 1 de julho a 16 de novembro de 1872.
Foi diretor do Arquivo Nacional (1873-1898) e autor da obra Constituição Política do Império do Brasil, confrontada com outras Constituições e Anotado (1876).